# Криптит

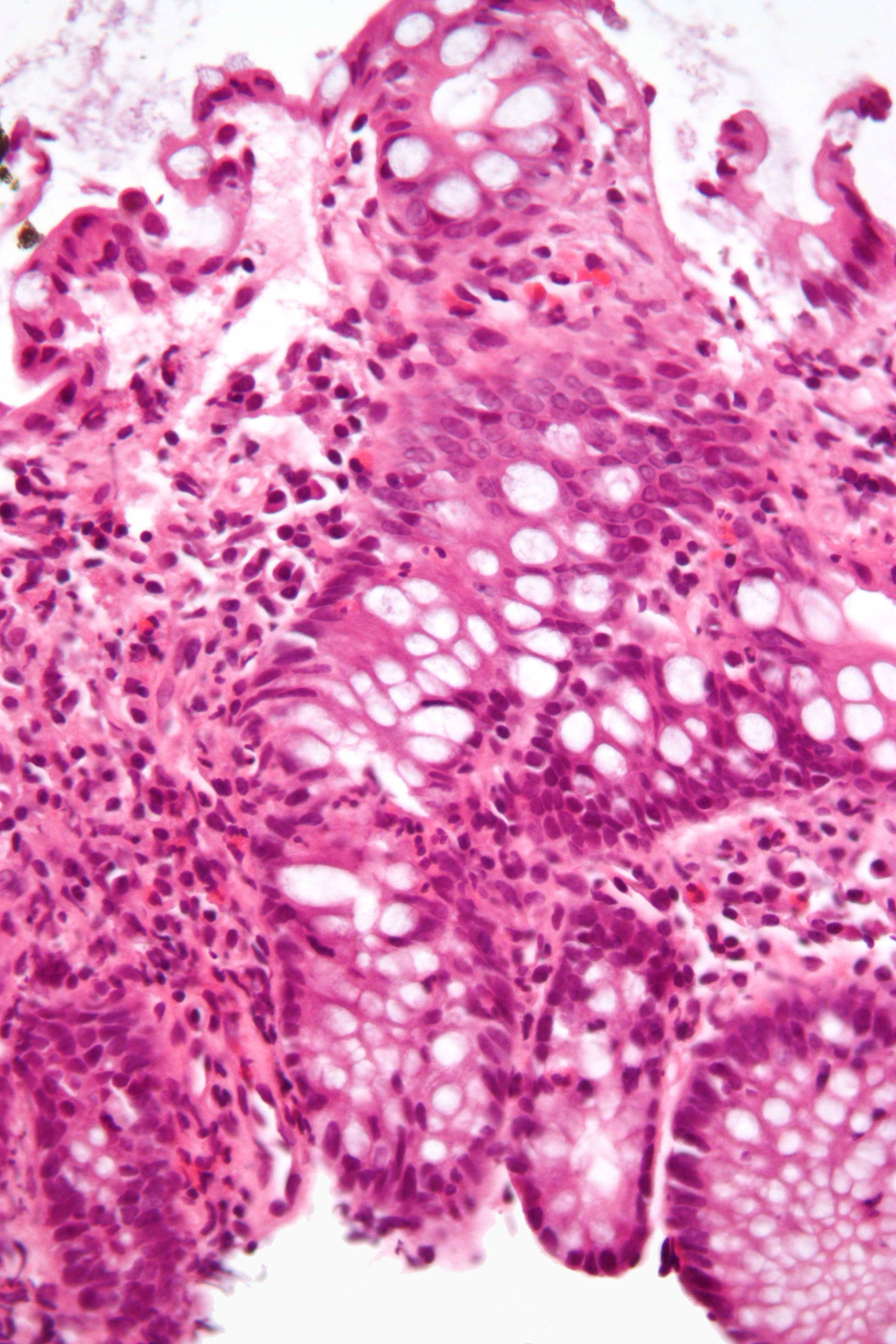
Криптит

Криптит (анальний криптит, нейтрофільна інфільтрація крипт)— це запалення анальних пазух (моргенієвих крипт), які є поглибленнями в самому дистальному відділі прямої кишки. Крипти розташовані між анальними (мигальними) валиками і прикриті з боку просвітної порожнини півмісяцевими стулками. Розвитку запального процесу сприяє закупорка проток анальних залоз, гирла яких знаходяться в дні крипт.

## Причини виникнення
Криптит може бути спричинений інфекцією, ліками, променевою терапією товстої кишки або запальним захворюванням кишечника (хвороба Крона або виразковий коліт).

## Симптоми
Виділяють наступні симптоми криптиту: біль в задньому проході, яка посилюється при дефекації, домішки крові в калі, свербіж і дискомфорт в задньому проході.

## Діагностика
При огляді в дзеркалах і аноскопії виявляється набряк в ділянці ураженої крипти, фібриноїдне перекриття. При натисканні на крипту з неї можуть виділятися крапельки гною.
Також до інструментальних методів обстеження належать:
- Ректороманоскопія;
- Біопсія;
- Ультрасонографія ректальним датчиком;

- Проктографія;

- фістулографія (дозволяє виявити наявність нориць).[2]

## Лікування
Для лікування лікар призначає трав'яні супозиторії, сидячі ванни, збільшення у раціоні харчування харчових волокон, та застосування місцевої анестезії при необхідності. 
Також призначають ректальні мазі «Проктозид» та «Ауробін».
Гострий криптит найчастіше вирішується розтином абсцесу в крипті. При рецидиві запального процесу відбувається хронізація захворювання. В цьому випадку необхідно своєчасне, комплексне і адекватне лікування, так як хронічне запалення крипт призводить до поширення процесу на навколишні тканини.
Також рекомендоване дієтичне харчування з винятком гострих, кислих страв, соління та алкоголю.

## Дивитись також
- Геморой
- Гемороїдиктомія
- Криптит препуціальної вуздечки
- Криптоспоридіоз